# Kerguelenia borealis
Kerguelenia borealis is een vlokreeftensoort uit de familie van de Kergueleniidae. De wetenschappelijke naam van de soort is voor het eerst geldig gepubliceerd in 1891 door Sars.